# Ернст I фон Золмс-Лих
Ернст I фон Золмс-Лих (на немски: Ernst I, Graf zu Solms-Lich; * 17 август 1527 в Лих; † 26 август 1590 в Лих) е граф на Золмс-Лих.
Той е най-възрастният син на граф Райнхард I фон Золмс-Лих (1491 – 1562) и съпругата му графиня Мария фон Сайн (1506 – 1586), дъщеря на граф Герхард III фон Сайн (1454 – 1506) и съпругата му Йохана фон Вид (1480 – 1529).
Най-малкият му брат Херман Адолф (1545 – 1613) става граф на Солмс-Хоенсолмс.

## Фамилия
Ернст I се жени през юли 1557 г. за графиня Маргарета фон Золмс-Браунфелс (* 1541; † 18 март 1594), дъщеря на граф Филип фон Золмс-Браунфелс (1494 – 1581) и съпругата му графиня Анна фон Текленбург (1510 – 1554), дъщеря на Ото VIII фон Текленбург († 1534)). Те имат децата:
- Мария Юлиана (1559 – 1622), омъжена I. на 14 март 1576 г. в Глаухау за Ханс Хойер, господар на Шьонбург, Глаухау и Валденбург (1553 – 1576), II. на 19 септември 1579 г. в Лих за граф Себастиан фон Даун-Фалкенщайн († 1604)
- дете (1560)
- Райнхард II (1562 – 1596)
- Георг Еберхард I (1563 – 1602), женен на 4 март 1595 г. в Делфт за Сабина ван Егмонт, господарка на Байерланд (1562 – 1614), дъщеря на княз Ламорал Егмонт и принцеса Сабина фон Пфалц-Зимерн
- Ернст II (1563 – 1619), женен на 8 януари 1598 г. в Борнщет за графиня Анна фон Мансфелд (1580 – 1620)
- Филип II (1559 – 1631), женен I. на 28 април 1603 г. в Прага за Сабина Попел фон Лобковиц (1523 – 1583), II. на 10 юли 1624 г. в Прага за Ева, фрайин Маловец фон Маловиц-Чейнов и Винтерберг († 1688)
- Хедвиг (1571 – 1584)
- Ото (1574 – 1592)
- Анна (1575 – 1634), омъжена на 1 януари 1615 г. в Лих за граф Райнхард III фон Лайнинген-Вестербург (1574 – 1655)